# Wólka (Kętrzyn)
Wólka (deutsch Wolka, 1938 bis 1945 Spittel) ist ein Ort in der polnischen Woiwodschaft Ermland-Masuren. Er gehört zur Gmina Kętrzyn (Landgemeinde Rastenburg) im Powiat Kętrzyński (Kreis Rastenburg).

## Geographische Lage
Wólka liegt in der nördlichen Mitte der Woiwodschaft Ermland-Masuren, sechs Kilometer südlich der Stadt Kętrzyn (deutsch Rastenburg).

## Geschichte
Der kleine Gutsort Wolka wurde 1785 ein „adlig Vorwerk“ mit 30 Feuerstellen und im Besitz des Hospitals Rastenburg genannt, 1820 als „Hospital-Gut“ mit vier Feuerstellen bei 36 Einwohnern.
Im Jahre 1874 wurde das Dorf in den neu errichteten Amtsbezirk Muhlack (polnisch Muławki) im ostpreußischen Kreis Rastenburg eingegliedert. Die Zahl der Dorfbewohner belief sich im Jahre 1885 auf 76 und verringerte sich bis zum Jahre 1910 auf 67.
Am 30. September 1928 kam es zum Zusammenschluss der Landgemeinde Prangenau (polnisch Pręgowo) und des Gutsbezirks Windtkeim (Windykajmy) mit Grünthal (Bocian), Thurwangen (Turwągi) und nun eben auch Wolka zur neuen Landgemeinde Prangenau. Aus politisch-ideologischen Gründen der Abwehr von fremdländisch klingende Ortsnamen erhielt Wolka am 3. Juni – amtlich bestätigt am 16. Juli – die Umbenennung in „Spittel“.
Nach der Abtretung des gesamten südlichen Ostpreußen 1945 in Kriegsfolge an Polen erhielt Spittel die polnische Namensform „Wólka“. Mit den Weilern Bocian (Grünthal) und Turwągi (Thurwangen) ist Wólka heute eine Ortschaft innerhalb der Landgemeinde Gmina Kętrzyn (Landgemeinde Rastenburg) im Powiat Kętrzyński (Kreis Rastenburg), von 1975 bis 1998 der Woiwodschaft Olsztyn, seither der Woiwodschaft Ermland-Masuren zugehörig.

## Kirche
Bis 1945 war Wolka resp. Spittel in die evangelische Pfarrkirche Rastenburg in der Kirchenprovinz Ostpreußen der Kirche der Altpreußischen Union, außerdem in die römisch-katholische Kirche St. Katharinen in Rastenburg im Bistum Ermland eingepfarrt.
Heute gehört Wólka katholischerseits zur Pfarrei Pręgowo (Prangenau) im Erzbistum Ermland, evangelischerseits zur Johanneskirche Kętrzyn in der Diözese Masuren der Evangelisch-Augsburgischen Kirche in Polen.

## Verkehr
Wólka liegt an zwei Nebenstraßen, die von Brzeźnica (Birkenwerder) bzw. Pręgowo (Prangenau) kommend in Wólka enden. Eine Anbindung an den Bahnverkehr besteht nicht.